# Team 0%
Team 0% est un projet communautaire dont le but est de garantir que chaque niveau créé par un joueur dans Super Mario Maker et Super Mario Maker 2 soit terminé par au moins une personne.
Les joueurs qui sont membres de ce projet ont terminé tous les niveaux de Super Mario Maker avant la fermeture des serveurs en ligne Wii U et 3DS en avril 2024. Depuis mars 2024, l'objectif du groupe est désormais de terminer tous les niveaux de Super Mario Maker 2 créés avant 2022.

## Contexte
Super Mario Maker est un jeu vidéo sorti en 2015 sur Wii U et Nintendo 3DS dans lequel les joueurs peuvent créer et jouer des niveaux de plates-formes utilisant des mécaniques de diverses jeux de la série Super Mario. Ces niveaux peuvent être ainsi publiés pour que les autres joueurs le jouent, à condition que le créateur du niveau ait pu vérifier le niveau en le complétant lui-même.

## Histoire
La genèse du projet Team 0% prend place lorsqu'un joueur a publié sur Reddit un tableur répertoriant les niveaux créés par la communauté de Super Mario Maker avec un pourcentage de réussite nul (0 %), signifiant qu'aucun joueur en ligne n'a jamais terminé le niveau. Dès lors, d'autres joueurs ont démarré un serveur Discord, dédié à la complétion de tous les niveaux à partir de cette base de données.
En mars 2021, Nintendo a arrêté la fonctionnalité permettant aux joueurs de publier leurs niveaux, ce qui permet, en théorie, de terminer tous les niveaux du jeu publiés jusqu'à cette période. L'attention que certains streamers ont apporté à cette cause a augmenté drastiquement la popularité de la Team 0%. En février 2023, il n'y avait plus que 41 113 niveaux non-terminés.
En octobre 2023, Nintendo annonce la fermeture des services en ligne pour la Wii U et la Nintendo 3DS, incluant les serveurs de Super Mario Maker. À la suite de cette annonce, un nombre important de joueurs ont rejoint la cause de Team 0% dans le but de compléter les niveaux restants du jeu avant que les serveurs ne soient totalement fermés, et par conséquent, que les niveaux ne soient plus accessibles,.
Avec une date limite fixée au 9 avril 2024 et une liste précise des niveaux à achever, les joueurs ont rapidement fini de nombreux niveaux. Quatre semaines après l'annonce de la fermeture des serveurs, la Team 0% nettoyait exactement 7 384 niveaux, pour environ 25 000 niveaux restants. Le 5 mars 2024, il ne restait plus que 178 niveaux à compléter.
Finalement, le 15 mars 2024, le dernier niveau, intitulé The Last Dance, est terminé par yamada. Pendant quelques jours, la communauté pense qu'il reste encore comme ultime niveau Trimming the Herbs, mais après des accusations, le créateur du niveau Ahoyoo rapporte avoir utilisé un émulateur et des outils pour aboutir à son niveau. Ainsi, la communauté l'a retiré de la liste puisqu'il n'était plus considéré comme un niveau « légitime »,. Le niveau sera tout de même battu le 6 avril 2024 par sanyx91smm2.
L'un des producteurs de Super Mario Maker, Takashi Tezuka, mis au courant du projet de Team 0% au cours d'un entretien avec Ars Technica, déclare que l'exploit communautaire « est vraiment cool ».
En outre, Team 0% a également comme objectif de terminer l'ensemble des niveaux de Super Mario Maker 2.

## Règles
Les niveaux considérés comme nécessaires à l'obtention de l'objectif doivent être humainement possibles. En effet, les niveaux créés à l'aide de cheats, qui sont impossibles ou qui n'ont pas été créés légitimement, ont été exclus. De même, les niveaux qui étaient possibles grâce à des bugs, qui ont ensuite été corrigés dans les mises à jour du jeu ainsi que ceux qui ne peuvent pas être battus de manière volontaire n'ont pas été comptabilisés comme pouvant être résolus. La plupart de ces niveaux ont été supprimés par Nintendo,. Les niveaux ne peuvent pas être terminés par leur propre créateur, car le jeu ne considère pas cela comme terminé.

### Traduction
- (en) Cet article est partiellement ou en totalité issu de l’article de Wikipédia en anglais intitulé « Team 0% » (voir la liste des auteurs).